# (8688) Delaunay
Pour les articles homonymes, voir Delaunay.
(8688) Delaunay est un astéroïde de la ceinture principale.

## Description
(8688) Delaunay est un astéroïde de la ceinture principale. Il fut découvert par Eric Walter Elst le 8 août 1992 à Caussols. Il présente une orbite caractérisée par un demi-grand axe de 2,27 UA, une excentricité de 0,17 et une inclinaison de 4,44° par rapport à l'écliptique.
Il fut nommé en hommage à Charles-Eugène Delaunay (1816-1872), mathématicien et astronome français.

## Compléments